# Olšovice
Olšovice (en allemand : Wolschowitz) est une commune du district de Prachatice, dans la région de Bohême-du-Sud, en République tchèque. Sa population s'élevait à 54 habitants en 2023.

## Géographie
Olšovice se trouve à 18 km à l'est-nord-est de Prachatice, à 20 km au nord-ouest de České Budějovice et à 115 km au sud de Prague.
La commune est limitée par Malovice au nord, par Sedlec au nord-est, par Hlavatce à l'est, par Mahouš au sud et par Netolice à l'ouest.

## Histoire
La première mention écrite du village date de 1248.

## Patrimoine

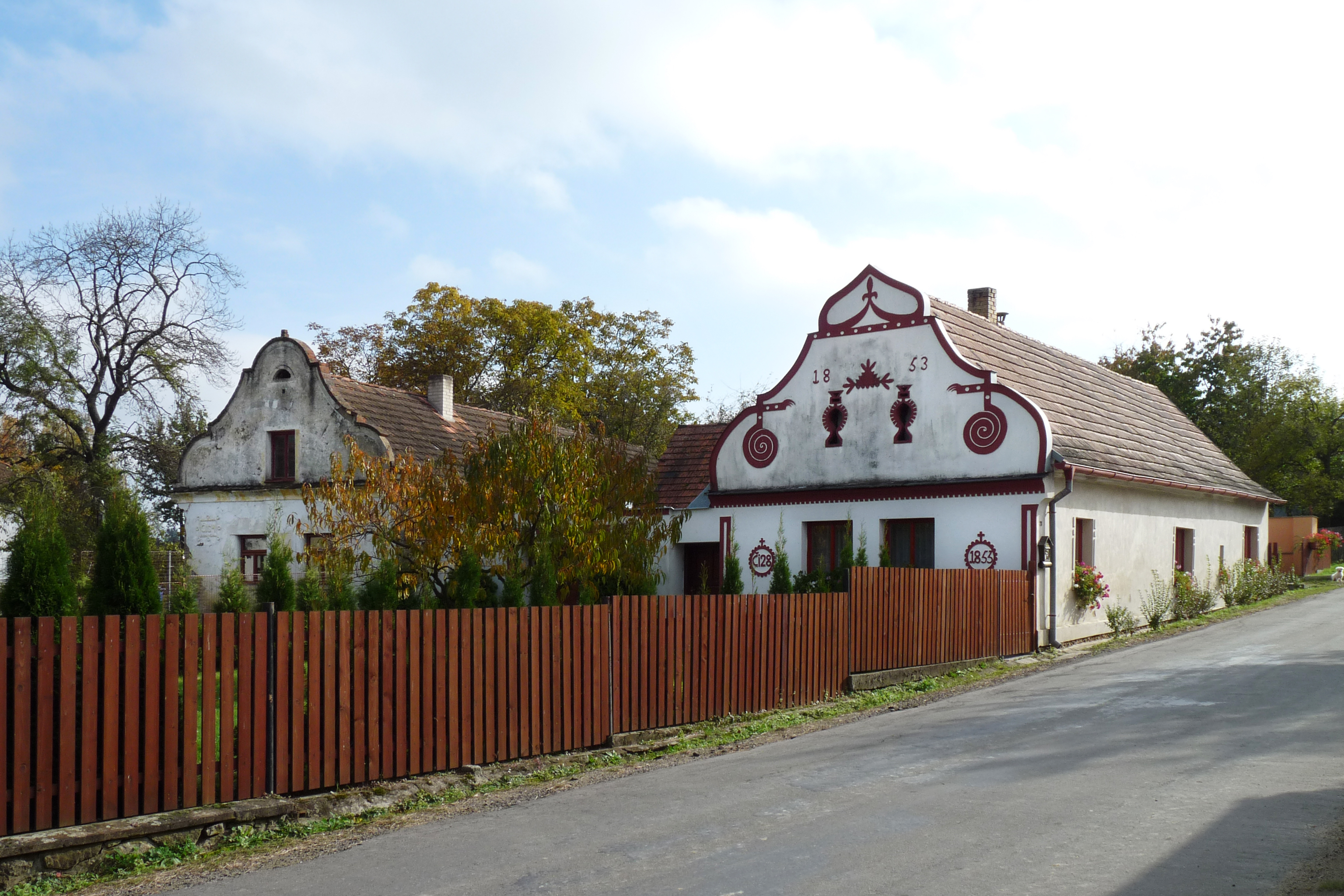
Maison rurale de style Selské baroko construite en 1853.

## Transports
Par la route, Olšovice se trouve à 3,7 km de Netolice, à 22 km de Prachatice, à 24 km de Ceské Budejovice et à 149 km de Prague.